# Романова-Сегень, Наталья Владимировна
Наталья Владимировна Романова-Сегень (род. 25 марта 1975 год, Леуши, Тюменская область, СССР) — русская писательница.

## Биография
Родилась в селе Леуши Кондинского района Тюменской области 25 марта 1975 года. Отец: Лобанов Владимир Георгиевич (1952—2001), водитель. Мать: Нина Федоровна (1951), в девичестве Рябкова, учитель иностранных языков в школе, преподавать в с. Леуши приехала по распределению после окончания университета. Родители отца Натальи были высланы в Сибирь в 30-е годы.
В 1978 семья переехала в Первоуральск, где Наталья окончила школу № 32 (кл.руководитель Валькер В.Э., заслуженный учитель РФ). Училась в музыкальной школе и театральной студии при городском театре «Вариант». После школы поступила в Уральский государственный педагогический университет, факультет социальной педагогики и социальной работы. В 1998 году окончила его по двум специальностям: «Социальный педагог» и «Учитель экологии». Работала учителем географии в школе № 12 города Первоуральска. Переехала в Великий Новгород. Трудилась в наркологическом психотерапевтическом центре «Катарсис», внештатным экскурсоводом Новгородского Кремля, занималась предпринимательской деятельностью. Стала печатать статьи, рассказы и стихи в новгородских, петербургских и других журналах и газетах. В 2011 году вступила в Союз писателей. В 2012 году поступила в Литературный институт имени А. М. Горького (семинар И. И. Ростовцевой).
С 2012 года живет в Москве. Автор романов «Гефсиманский сад», «Великий стряпчий», биографического исследования жизни великой княгини Елизаветы Фёдоровны Романовой «И земная, и небесная», «Повелитель камней» об архитекторе А.В.Щусеве, сборника рассказов «Рецепт хорошего настроения», а также множества рассказов и повестей. С 2012 года пишет под псевдонимом «Наталья Романова» по фамилии матери отца, с 2015 — «Наталья Романова-Сегень» дабы избежать путаницы с однофамилицами.

## Семья
- Муж: Александр Юрьевич Сегень (род. 1959) — писатель и кинодраматург.
- Дочь: Юлия (род. 06.10.2014).

## Премии
- премия «Русский позитив» Фонда мира за цикл рассказов «Мы — сибиряки» (2013)
- премия «Патриот России» Федерального агентства по печати и массовым коммуникациям за произведение о войне «Книга» (2013)
- премия имени Л. М. Леонова за цикл рассказов «Бегущая через жизнь» (2015)
- Национальная премия «Имперская культура» имени Эдуарда Володина за книгу «Гефсиманский сад» (2016)
- Всероссийская православная литературная премия имени святого благоверного князя Александра Невского (учреждена Свято-Троицкой Александро-Невской Лаврой) за книгу «Рецепт хорошего настроения» (2017)
- премия конкурса короткого рассказа «Мой дом» за рассказ «Рогатёнок» (2018)
- историко-литературная премия «Александр Невский» за книгу «Гефсиманский сад» (2018)

## Сочинения

### Журнальные публикации
- «Книга» (рассказ) — журнал «Полярная звезда» № 3, 2013; журнал «Смена» № 5, 2013; журнал «Новгород-литературный» № 04(08), 2013; журнал «Сибирские огни», № 5, 2016; журнал «Наш современник» № 5, 2020.
- «Стук» (рассказ) — журнал «Литературная учеба» № 2, 2013; журнал «Простор» № 2, 2013; журнал «Новгород-литературный» № 01(05), 2013; журнал «Север» № 9-10, 2013; газета «Кубанский писатель», № 4(71), 2013; журнал «Странник» № 2, 2015.
- «Один на один» (рассказ) — журнал «Литературная учеба» № 2, 2013.; журнал «Новгород-литературный» № 04(08), 2013; журнал «Русское эхо» № 1(84), 2014; журнал «Простор» № 10, 2015; «Формула счастья» межавторский сборник, М.: Изд-во Сретенского монастыря, 2019, 2022; журнал «Волга - XXI век» № 3, 2023.
- «Мы — сибиряки» (рассказ) — журнал «Литературная учеба» № 2, 2013; журнал «Простор» № 2, 2013; журнал «Новгород-литературный» № 01(05), 2013; журнал «Север» № 9-10, 2013; журнал «Подъём» № 5, 2018; журнал «Бийский вестник» № 4(60), 2018.
- «Мармуня» (рассказ) — журнал «Новгород-литературный» № 02(06), 2013; журнал «Простор» № 2, 2013; журнал «Север» № 9-10, 2013.
- «Сроду-роду» (рассказ) — журнал «Простор» № 2, 2013; журнал «Новгород-литературный» № 03(07), 2013; журнал «Север» № 9-10, 2013.
- Рассказы и статьи в интернет-журнале «Православие.ру» с 2013 по настоящее время.
- «Мороженки» (рассказ) — журнал «Простор» № 2, 2013; журнал «Новгород-литературный» № 03(07), 2013; журнал «Север» № 9-10, 2013; журнал «Иван да Марья» № 8(44), 2018.
- «Колготки для снежинки» (рассказ) — журнал «Простор» № 2, 2013; журнал «Новгород-литературный» № 03(07), 2013; журнал «Север» № 9-10, 2013; журнал «Иван-да-Марья» № 12(48), 2018.
- «Горсть брусники» (рассказ) — журнал «Литературная учеба» № 2, 2013; журнал «Простор» № 2, 2013; журнал «Новгород-литературный» № 03(07), 2013; журнал «Север» № 9-10, 2013; журнал «Странник» № 2, 2015.
- «Свадебный костюм» (рассказ) — сборник «Светлые души» № 5, 2013; журнал «Наш современник» № 3, 2014; журнал «Вертикаль. XXI век» № 41, 2014; альманах «Врата Сибири» № 2(43), 2015; журнал «Странник» № 2, 2015; журнал «Неман» № 5, 2015; журнал «Север», № 1-2, 2016.
- «Догнать Америку» (рассказ) — журнал «Новгород-литературный» № 03(07), 2013; журнал «Простор» № 10, 2015.
- «Расплескалась синева» (рассказ) — журнал «Новгород-литературный» № 04(08), 2013; журнал «Простор» № 10, 2015.
- «Нечаянная радость» (рассказ) — журнал «Форум» №XCII-XCIII, 2013; журнал «Странник», № 2, 2015.
- «Конфеты» (рассказ) — сборник «Литературный проспект» № 2, 2014; «Невский альманах» № 5(78), 2014; журнал «Литературный Омск» № 12(22), 2014.
- «Красные полусапожки» (рассказ) — журнал «Литературный Омск» № 12(22), 2014; «Невский альманах» № 1(80), 2015.
- «Фарфоровые купола» (рассказ) — «Невский альманах» № 5(78), 2014; журнал «Литературный Омск» № 12(22), 2014; «Нижний Новгород» № 2(13), 2017; «Формула счастья» межавторский сборник, М.: Изд-во Сретенского монастыря, 2019, 2022.
- «В каждой ромашке Бог» (рассказ) — журнал «Бийский вестник» № 3(43), 2014; журнал «Югра» № 4, 2014.
- «Краса и гордость Лукойла» (рассказ) — журнал «Югра», № 9, 2014 (под названием «Тайна дяди Гоши»).
- «Щука» (рассказ) — журнал «Наш современник» № 3, 2014; журнал «Вертикаль. XXI век» № 41, 2014; журнал «Неман» № 5, 2015.
- «Запах метро» (рассказ) — журнал «Вертикаль. XXI век» № 41, 2014; журнал «Иван да Марья» № 8(44), 2018.
- «Приходите послезавтра» (рассказ) — журнал «Наш современник» № 3, 2014; альманах «Врата Сибири» № 2(43), 2015; журнал «Неман» № 5, 2015.
- «Бегущая через жизнь» (рассказ) — журнал «Наш современник» № 3, 2014; альманах «Врата Сибири» № 2(43), 2015; журнал «Неман» № 5, 2015.
- «Дядя Леша» (рассказ) — журнал «Юность» № 8(703), 2014.
- «Кучер» (рассказ) — журнал «Юность» № 8(703), 2014.
- «Сиреневая собачка» (рассказ) — журнал «Юность» № 8(703), 2014.
- «Рецепт хорошего настроения» (рассказ) — журнал «Наш современник» № 3, 2014; журнал «Неман» № 5, 2015.
- «Бусы» (рассказ) — журнал «Новгород-литературный» № 01(09), 2014; «Общеписательская литературная газета», № 3(52), 2014; журнал «Простор» № 10, 2015; газета «Литературный Крым», № 7(459), 2017; журнал «Иван да Марья» № 8(44), 2018; журнал «Бийский вестник» № 4(60), 2018.
- «Зайчики» (рассказ) — журнал «Новгород-литературный» № 01(09), 2014; журнал «Простор» № 10, 2015.
- «Ясновидец» (рассказ) — журнал «Изборский клуб» № 1(25), 2015.
- «Смска» (рассказ) — «Невский альманах» № 1(80), 2015.
- «Шлоссберг» (повесть) — журнал «Наш современник», № 2, 2015; альманах «Берега» № 2(8), 2015; журнал «Отчий край» № 3(87), 2015.
- «Моёр» (рассказ) — журнал «Странник» № 2, 2015; альманах «Литературное Ставрополье», № 4, 2015; журнал «Наш современник», № 3, 2016; журнал «Иван-да-Марья» № 12(48), 2018.
- «Монастырское молоко» (рассказ) — журнал «Югра» № 6, 2015; «Тайна Воскресения» межавторский сборник, М.: Изд-во Псково-Печерского монастыря «Вольный странник», 2020.
- «Серёжки» (рассказ) — газета «Кубанский писатель», № 6(97), 2015.
- «Цыганская дочь» (рассказ) — журнал «Север», № 1-2, 2016.
- «Наука красоты» (рассказ) — журнал «Наш современник», № 3, 2016.
- «Двадцать второе июня» (рассказ) — альманах «Гостиный двор», № 2(53), 2016; журнал «Наш современник», № 3, 2016; журнал «Вертикаль. XXI век» № 48, 2016.
- «Чик-чик» (рассказ) — журнал «Смена» № 7, 2017.
- «Как не стало Ирины Тюленевой» (рассказ) – «Держись, я рядом!» межавторский сборник, М.: Изд-во Псково-Печерского монастыря «Вольный странник», 2020.
- «Квартира» (рассказ) журнал — «Иван да Марья» № 8(44), 2018.
- «Бабуин» (рассказ) — журнал «Дальний Восток» № 1, 2018; журнал «Аргамак» № 1(27), 2018; журнал «Подъём» № 5, 2018; журнал «Смена» № 7, 2018.
- Камень черный, камень белый // Иван да Марья : журнал. — 2018. — № 8(44).; «Формула счастья» межавторский сборник, М.: Изд-во Сретенского монастыря, 2019, 2022.
- «Великий стряпчий» (роман) — журнал «Наш современник», № 10-12, 2022.

### Книги
- Гефсиманский сад: Книга о преподобномученице великой княгине Елисавете Феодоровне и алапаевских мучениках. — М.: Изд-во Сретенского монастыря, 2015. — 320 с. — 10 000 экз. — ISBN 978-5-7533-1078-1. (первоначально издано в Нижнем Новгороде издательством Родное пепелище в 2014 году).
- «Рецепт хорошего настроения», сборник рассказов, М., Изд-во Сретенского монастыря, 2015, 10 000 экз.(в 2016 году вышло 2-е издание, 20 000 экз.).
- «Великий стряпчий», роман, издательство «Российский писатель», М., 2018; журнал  «Наш современник», № 10-12, 2022.
- «И земная, и небесная. Великая княгиня Елизавета Фёдоровна», издательство «Вече», М., 2018.
- «Повелитель камней». Роман о великом архитекторе А.В. Щусеве, издательство «РОССПЭН», М., 2023.